# 스타로부터 스무 발자국
《스타로부터 스무 발자국》(20 Feet from Stardom)은 2012년 공개된 미국의 다큐멘터리 영화로, 제86회 아카데미상 장편 다큐멘터리 부문에서 수상하였다.

## 출연

### 주연
- 달린 러브
- 메리 클레이튼

### 조연
- 리사 피셔
- 주디스 힐
- 타타 베가
- 클라우디아 레니어
- 스팅
- 스티비 원더
- 믹 재거
- 브루스 스프링스틴
- 크리스 보티
- 루 애들러
- 데이비드 보위
- 레이 찰스
- 셔릴 크로우
- 베트 미들러
- 니아 피플즈
- 데이비드 크로스비
- 조지 해리슨

## 기타
- 협력프로듀서: 카린 카포토스토
- 사운드슈퍼바이저: 알 넬슨
- 프로덕션매니저: 리사 데니스 케네디